# Liste der Landwirtschaftsminister von Gambia
Die Liste der Landwirtschaftsminister von Gambia listet die Landwirtschaftsminister des westafrikanischen Staates Gambia von 1962 bis heute auf.
Die offizielle Bezeichnung des Amtes lautete bis Mitte 2009 englisch Secretary of Agriculture, SOS, danach englisch Minister of Agriculture. Zeitweilig wurde das Ressort Landwirtschaft mit dem Ressort Naturliche Ressourcen englisch Natural Resources kombiniert.
| Regierungschef                                                                 | Amtszeit                                                                       | Amtsinhaber                                                                    | Partei- zugehörigkeit                                                          | Anmerkung |
| Britisch-Gambia (Britische Kolonie mit Vorbereitung auf eine Selbstverwaltung) | Britisch-Gambia (Britische Kolonie mit Vorbereitung auf eine Selbstverwaltung) | Britisch-Gambia (Britische Kolonie mit Vorbereitung auf eine Selbstverwaltung) | Britisch-Gambia (Britische Kolonie mit Vorbereitung auf eine Selbstverwaltung) | Britisch-Gambia (Britische Kolonie mit Vorbereitung auf eine Selbstverwaltung)                                             |
| ------------------------------------------------------------------------------ | ------------------------------------------------------------------------------ | ------------------------------------------------------------------------------ | ------------------------------------------------------------------------------ | --- |
| Premierminister Dawda Jawara (PPP)                                             | 1962                                                                           | Musa S. Dabo (* 1922? † 1993)                                                  | PPP                                                                            | |
| Premierminister Dawda Jawara (PPP)                                             | 1963 bis 1965                                                                  | Amang S. Kanyi (1925–1968)                                                     | PPP                                                                            | |
| Republik Gambia (Erste Republik)                                               |                                                                                |                                                                                |                                                                                | |
| Premierminister Dawda Jawara (PPP)                                             | 1965 bis 1968                                                                  | Amang S. Kanyi (1925–1968)                                                     | PPP                                                                            | |
| Premierminister Dawda Jawara (PPP)                                             | 1968 bis 1969                                                                  | Yaya Ceesay (* 1936)                                                           | PPP                                                                            | |
| Premierminister Dawda Jawara (PPP)                                             | 1969 bis 1970                                                                  | Howsoon O. Semega-Janneh (1914–1988)                                           | PPP                                                                            | |
| Staatspräsident Dawda Jawara (PPP)                                             | 1970 bis 1972                                                                  | Howsoon O. Semega-Janneh (1914–1988)                                           | PPP                                                                            | Umwandlung zum präsidentiellen Regierungssystem                                                                            |
| Staatspräsident Dawda Jawara (PPP)                                             | 1972 bis 1974                                                                  | Alieu Badara N’Jie (1904–1982)                                                 | PPP                                                                            | |
| Staatspräsident Dawda Jawara (PPP)                                             | 1974 bis 1978                                                                  | Yaya Ceesay (* 1936)                                                           | PPP                                                                            | |
| Staatspräsident Dawda Jawara (PPP)                                             | 1978 bis 1981                                                                  | Jerreh Daffeh (1930–1998)                                                      | PPP                                                                            | |
| Staatspräsident Dawda Jawara (PPP)                                             | 1981 bis 1982                                                                  | Seni Singhateh (1939–2013)                                                     | PPP                                                                            | |
| Staatspräsident Dawda Jawara (PPP)                                             | 1982 bis 1989                                                                  | Saihou S. Sabally (* 1947)                                                     | PPP                                                                            | |
| Staatspräsident Dawda Jawara (PPP)                                             | 1989 bis 1994                                                                  | Omar A. Jallow (* 1949?)                                                       | PPP                                                                            | Abgesetzt durch einen Putsch                                                                                               |
| Republik Gambia (Zweite Republik)                                              |                                                                                |                                                                                |                                                                                | |
| Militärregierung (AFPRC) Yahya Jammeh                                          | 1994 bis 1996                                                                  | Musa S. Mbenga (* 1961)                                                        |                                                                                | |
| Staatspräsident Yahya Jammeh (APRC)                                            | 1996 bis 1999                                                                  | Musa S. Mbenga (* 1961)                                                        |                                                                                | |
| Staatspräsident Yahya Jammeh (APRC)                                            | 1999 bis 2000                                                                  | Fasainey Dumbuya                                                               |                                                                                | |
| Staatspräsident Yahya Jammeh (APRC)                                            | 2000 bis 2004                                                                  | Hassan G. Sallah (1948–2006)                                                   |                                                                                | |
| Staatspräsident Yahya Jammeh (APRC)                                            | 2004 bis 2005                                                                  | Sulayman Sait Mboob (* 1948)                                                   |                                                                                | |
| Staatspräsident Yahya Jammeh (APRC)                                            | 2005                                                                           | Yahya Jammeh (* 1965)                                                          | APRC                                                                           | |
| Staatspräsident Yahya Jammeh (APRC)                                            | 2005 bis 2006                                                                  | Yankuba Touray (* 1966)                                                        |                                                                                | |
| Staatspräsident Yahya Jammeh (APRC)                                            | 2006 bis 2008                                                                  | Kanja Sanneh (* 1958)                                                          |                                                                                | |
| Staatspräsident Yahya Jammeh (APRC)                                            | 2008 bis 2012                                                                  | Yahya Jammeh (* 1965)                                                          | APRC                                                                           | Deputy Minister: 2009 bis 2010 Momodou Seedy Kah 2010 bis 2011 Khalifa Kambi (1955–2011) 2012 Solomon J. E. Owens (* 1950) |
| Staatspräsident Yahya Jammeh (APRC)                                            | 2012 bis 2015                                                                  | Solomon J. E. Owens (* 1950)                                                   |                                                                                | |
| Staatspräsident Yahya Jammeh (APRC)                                            | 2015                                                                           | Yahya Jammeh (* 1965)                                                          | APRC                                                                           | Deputy Minister: 2015 Ousman Jammeh (* 1953)                                                                               |
| Staatspräsident Yahya Jammeh (APRC)                                            | 2015 bis 2017                                                                  | Ismaila Sanyang                                                                |                                                                                | |
| Republik Gambia (Dritte Republik)                                              |                                                                                |                                                                                |                                                                                | |
| Staatspräsident Adama Barrow (UDP)                                             | 2017 bis 29. Juni 2018                                                         | Omar A. Jallow (* 1949?)                                                       | PPP                                                                            | |
| Staatspräsident Adama Barrow (UDP)                                             | 29. Juni 2018 bis 15. März 2019                                                | Lamin N. Dibba († 2020)                                                        | UDP                                                                            | |
| Staatspräsident Adama Barrow (UDP)                                             | 27. März 2019 bis 4. Mai 2022                                                  | Amie Fabureh                                                                   |                                                                                | |
| Staatspräsident Adama Barrow (UDP)                                             | ab 4. Mai 2022                                                                 | Demba Sabally                                                                  | NPP                                                                            | |